# Miller (efternamn)
Miller är ett engelskt eller skotskt efternamn som i mindre utsträckning också används som förnamn. Namnet är ursprungligen en yrkesbeteckning och betyder mjölnare. Offentlig statistik tillgänglig i oktober 2017 uppger att 610 personer med efternamnet Miller var bosatta i Sverige. Vidare hade 74 män bosatta i Sverige namnet som förnamn, varav 43 män hade det som första förnamn.
Namnet är vanligt i Storbritannien, men ett av de allra vanligaste i USA. Många invandrare till USA 1850-1950 fick sina efternamn anpassade till amerikanska principer, och många som hette Möller, Møller och Müller (alla tre betyder mjölnare på äldre sydsvenska, danska och tyska) gavs efternamnet Miller.

## Personer med namnet Miller

### A
- Alex Miller (född 1949), skotsk fotbollsspelare och tränare
- Alice Miller (1923–2010), polsk-schweizisk psykolog
- Alice Miller (golfspelare) (född 1956), amerikansk golfspelare
- Alice Duer Miller (1874–1942), amerikansk författare
- Amanda C. Miller, amerikansk röstskådespelerska
- Andrew Miller (född 1969), kanadensisk skådespelare
- Andrew Miller (ishockeyspelare) (född 1988), amerikansk ishockeyspelare
- Anita Miller (född 1951), amerikansk landhockeyspelare
- Aruna Miller (född 1964), amerikansk politiker, demokrat, viceguvernör i Maryland
- Ann Miller (1923–2004), amerikansk skådespelare, sångare och dansare
- Arthur Miller (1915–2005), amerikansk författare och dramatiker

### B
- Ben Miller (född 1966), brittisk skådespelare, komiker och regissör
- Benjamin M. Miller (1864–1944), amerikansk politiker, demokrat, guvernör i Alabama
- Bennett Miller (född 1966), amerikansk filmregissör
- Bert H. Miller (1879–1949), amerikansk politiker, demokrat, senator för Idaho
- Betsy Miller (1792–1864), skotsk handelskapten
- Bill Miller (född 1955), amerikansk musiker
- Bill Miller (friidrottare) (1930–2016), amerikansk spjutkastare
- Bob Miller (född 1945), amerikansk politiker, demokrat, guvernör i Nevada
- Bode Miller (född 1977), amerikansk alpin skidåkare
- Brad Miller, olika betydelser
  - Brad Miller (ishockeyspelare) (född 1969), kanadensisk ishockeyspelare
  - Brad Miller (politiker) (född 1953), amerikansk politiker, demokrat, kongressrepresentant för North Carolina
- Butch Miller (född 1944), nyzeeländsk wrestlingbrottare

### C
- Candice Miller (född 1954), amerikansk politiker, republikan, kongressrepresentant för Michigan
- Charlie Miller (född 1976), skotsk fotbollsspelare
- Charlotta Miller (född 1972), svensk kortfilmare
- Cheryl Miller (född 1964), amerikansk basketspelare
- Chris Miller (född 1968), amerikansk röstskådespelare och skådespelare
- Christa Miller (född 1964), amerikansk skådespelare
- Coby Miller (född 1976), amerikansk friidrottare
- Cole Miller (född 1984), amerikansk MMA-utövare
- Colin Miller (född 1992), kanadensisk ishockeyspelare
- Corey Miller (född 1971), amerikansk rappare, se C-Murder

### D
- Damien Miller, australisk diplomat
- Daniel Miller (född 1951), brittisk musikproducent
- David Miller, flera personer
  - David Miller (ishockeyspelare) (1925–1996), kanadensisk ishockeyspelare
  - David Miller (statsvetare) (född 1946), brittisk statsvetare
  - David Miller (sångare) (född 1973), amerikansk tenor
- Dennis Miller (född 1953), amerikansk ståuppkomiker
- Deron Miller, amerikansk sångare och gitarrist, se CKY (musikgrupp)
- Diana Miller (1916–1993), engelsk-svensk sångerska och musiker
- Drew Miller (född 1984), amerikansk ishockeyspelare
- Dwayne Miller (född 1987), jamaicansk fotbollsmålvakt

### E
- Ed Miller (född 1979), amerikansk pokerspelare
- Edward Miller (1731–1807), brittisk kompositör
- Elizabeth "Lee" Miller (1907–1977), amerikansk fotograf
- Ezra Miller (född 1992), amerikansk skådespelare

### F
- Ferdinand von Miller den äldre (1813–1887), tysk bronsgjutare
- Ferdinand von Miller den yngre (1842–1929), tysk skulptör och bronsgjutare
- Frank Miller (född 1957), amerikansk serieskapare

### G
- G. William Miller (1925–2006), amerikansk politiker och centralbankschef
- Gail Miller (född 1976), australisk vattenpolospelare
- Gary Miller (född 1948), amerikansk politiker, republikan, kongressrepresentant för Kalifornien
- George Miller (född 1945), australisk regissör
- George Miller (politiker) (född 1945), amerikansk politiker, demokrat, kongressrepresentant för Kalifornien
- George Armitage Miller (1920–2012), amerikansk psykolog
- Gerd Miller (1925–1988), svensk illustratör
- Gerrit Smith Miller (1869–1956), amerikansk zoolog
- Glenn Miller (1904–1944), amerikansk jazzmusiker

### H
- Harry A. Miller (1875–1943), amerikansk tillverkare av racerbilar
- Henry Miller (1891–1980), amerikansk författare
- Homer V.M. Miller (1814–1896), amerikansk politiker, whig, senare demokrat, senator för Georgia

### I
- Inger Miller (född 1972), amerikansk friidrottare
- Ishmael Miller (född 1987), engelsk fotbollsspelare

### J
- J.T. Miller (född 1993), amerikansk ishockeyspelare
- Jack Miller (friidrottare) (1899–1957), friidrottare från Kanada
- Jack Miller (1916–1994), amerikansk politiker, republikan, senator för Iowa
- Jack Miller (roadracingförare) (född 1995), australisk roadracingförare
- Jacob Miller (1952–1980), jamaicansk sångare och låtskrivare
- Jacob W. Miller (1800–1862), amerikansk politiker, whig, senator för New Jersey
- Jake Miller (född 1992), amerikansk rappare och hiphopmusiker
- Jane Miller Thengberg (1822–1902), svensk pedagog
- Jeff Miller (född 1959), amerikansk politiker, republikan, kongressrepresentant för Florida
- Jennifer Miller (född 1961), amerikansk cirkusartist, författare och professor
- Jeremy Miller (född 1976), amerikansk skådespelare
- Jim Miller (1861–1909), amerikansk kriminell
- Jim Miller (kampsportare) (född 1983), amerikansk MMA-utövare
- Jimmy Miller (1942–1994), amerikansk musikproducent och slagverkare
- Joaquin Miller (1841–1913), amerikansk skald
- Johann Martin Miller (1750–1814), tysk teolog
- John Miller (Missouri) (1781–1846), amerikansk politiker, demokrat, guvernör för Missouri
- John Miller (North Dakota) (1843–1908), amerikansk republikansk politiker, guvernör för North Dakota
- John Miller Adye (1819–1900), brittisk general
- John E. Miller (1888–1981), amerikansk politiker, demokrat, senator för Arkansas
- John Franklin Miller (1831–1886), amerikansk politiker, republikan, senator för Kalifornien
- John Milton Miller (1882–1962), amerikansk elektroingenjör
- Johnny Miller (född 1947), amerikansk golfspelare
- Johnny Miller (född 1905), amerikansk flygare
- Jonny Lee Miller (född 1972), brittisk skådespelare
- Jourdan Miller (född 1993), amerikansk fotomodell

### K
- Karin Miller (1925–1999), svensk skådespelare
- Keith Harvey Miller (1925–2019), amerikansk politiker, republikan, guvernör i Alaska och inrikesminister
- Kelly Miller (född 1963), amerikansk ishockeyspelare
- Kenny Miller (född 1979), skotsk fotbollsspelare
- Kevan Miller (född 1987) amerikansk ishockeyspelare
- Kevin Miller (född 1965), amerikansk ishockeyspelare
- Kip Miller (född 1969), amerikansk ishockeyspelare

### L
- Lennox Miller (1946–2004), jamaicansk kortdistanslöpare
- Leslie A. Miller (1886–1970), amerikansk politiker, demokrat, guvernör i Wyoming
- Liam Miller (1981–2018), irländsk fotbollsspelare
- Logan Miller (född 1992), amerikansk skådespelare och musiker
- Louise Miller (född 1960), engelsk höjdhoppare

### M
- Mac Miller (1992–2018), amerikansk rappare
- Madeline Miller (född 1978), amerikansk lärarinna och författare
- Marcus Miller (född 1959), amerikansk jazzmusiker
- Maria Miller (född 1964), brittisk politiker, konservativ
- Marilyn Miller (1898–1936), amerikansk skådespelare och dansare
- Marisa Miller (född 1978), amerikansk fotomodell
- Matthew Miller (född 1979), amerikansk reggaesångare, se Matisyahu
- Merton Miller (1923–2000), amerikansk ekonom
- Mitch Miller (1911–2010), amerikansk musikproducent, dirigent och oboist
- Mrs. Miller (1907–1997), amerikansk sångerska

### N
- Nathan Lee Miller (1866–1933), amerikansk politiker, demokrat, viceguvernör i Alabama
- Nathan Lewis Miller (1868–1953), amerikansk politiker, republikan, guvernör i New York
- Ned Miller (1925–2016), amerikansk sångare
- Nick Miller (född 1980), nyzeeländsk skådespelare
- Norma Miller (1919–2019), amerikansk lindyhop-dansare

### O
- Orest Miller (1833–1889), rysk balt-tysk litteraturhistoriker
- Oskar von Miller (1855–1934), tysk ingenjör

### P
- Patrick Miller of Dalswinton (1730–1815), skotsk bankir
- Penelope Ann Miller (född 1964), amerikansk skådespelare
- Philip Miller (1691–1771), skotsk botanist

### R
- Ramon Miller (född 1987), bahamiansk kortdistanslöpare
- Rand Miller (född 1959), amerikansk datorspelsutvecklare
- Randi Miller (född 1983), amerikansk brottare
- Rebecca Miller (född 1962), amerikansk regissör, manusförfattare och skådespelare
- Reggie Miller (född 1965), amerikansk basketspelare
- Roger Miller (1936–1992), amerikansk countrysångare
- Rozalla Miller (född 1964), brittisk-zimbabwisk sångare, se Rozalla
- Ryan Miller (född 1980), amerikansk ishockeyspelare

### S
- Shannon Miller (född 1977), amerikansk gymnast
- Sid Miller, pseudonym för Sune Waldimir
- Sienna Miller (född 1981), amerikansk-brittisk skådespelare
- Stanley Miller (1930–2007), amerikansk kemist och biolog
- Stephen Miller (1816–1881), amerikansk politiker, republikan, guvernör i Minnesota
- Stephen Decatur Miller (1787–1838), amerikansk politiker, guvernör och senator för South Carolina
- Steve Miller (född 1943), amerikansk gitarrist och sångare
- Susana Miller, argentinsk tangodansare

### T
- T.J. Miller (född 1981), amerikansk skådespelare och komiker
- Tammy Miller (född 1967), brittisk landhockeyspelare
- Tim Miller (född 1964), amerikansk filmregissör

### U
- Urve Miller (1930–2015), estnisksvensk geologiprofessor

### V
- Von Miller (född 1989), amerikansk spelare av amerikansk fotboll
- Vsevolod Miller (1848–1913), rysk språkforskare och etnograf

### W
- W. Chrystie Miller (1843–1922), amerikansk skådespelare
- Walter Dale Miller (1925–2015), amerikansk politiker, republikan, guvernör i South Dakota
- Warner Miller (1838–1918), amerikansk politiker, republikan, senator för New York
- Wentworth Miller (född 1972), amerikansk skådespelare
- William Miller, flera personer
  - William Miller (guvernör) (1783–1825), amerikansk diplomat och politiker, demokrat-republikan, guvernör i North Carolina
  - William Miller (predikant) (1782–1849), amerikansk baptistpredikant
  - William Miller (stavhoppare) (1912–2008), amerikansk stavhoppare
  - William E. Miller (1914–1983), amerikansk politiker, republikan, kongressrepresentant och vicepresidentkandidat
  - William H.H. Miller (1840–1917), amerikansk politiker, republikan, justitieminister
  - William Read Miller (1823–1887), amerikansk politiker, demokrat, guvernör i Arkansas
- Willoughby D. Miller (1853–1907), amerikansk tandläkare

### Z
- Zell Miller (1932–2018), amerikansk politiker, demokrat, guvernör och senator för Georgia

## Personer med förnamnet Miller
- Miller Barber (1931–2013), amerikansk golfspelare